# Seleção Baamense de Futebol de Areia
A Seleção Baamense de Futebol de Areia representa as Bahamas nas competições internacionais de futebol de areia (ou beach soccer).

## Melhores Classificações
- Copa do Mundo de Futebol de Areia -  11º Lugar em 2017 (país sede)
- Campeonato de Futebol de Areia da CONCACAF - 6º Lugar em 2013 e 2017